# Tullio Tamburini
Tullio Tamburini (Prato, 22 aprile 1892 – Roma, 2 novembre 1957) è stato un militare e squadrista italiano.
Fu capo del Corpo di Polizia della Repubblica Sociale Italiana.

## Biografia
Nato a Prato, Tamburini prima della guerra si trasferisce a Firenze dove viveva di espedienti; faceva il calligrafo scrivendo biglietti da visita e nel 1914 fu condannato per truffa e falsificazione di biglietti di banca ma riuscì ad evitare la galera perché «confidente con la Questura». Allo scoppio del conflitto Tamburini fu interventista e partecipò alla guerra raggiungendo il grado di tenente. Tornato a Firenze si iscrisse al fascio fiorentino nel 1920, e in breve tempo divenne capofila dell'ala militare del fascismo cittadino anelante lo scontro contro «i rossi».  In quel periodo costituì la squadra fascista «La Disperata». Il 30 ottobre 1920 venne arrestato per la presenza di armi e munizioni nel suo domicilio, rilasciato poco dopo, il 19 luglio venne nuovamente arrestato a Livorno mentre era alla guida una spedizione contro alcuni scioperanti, e l'8 settembre 1921 a Firenze venne ferito alla coscia da un colpo di arma da fuoco durante una spedizione punitiva contro un gruppo di comunisti. 
Durante i primi anni Venti Tamburini usufruì di diversi provvedimenti di clemenza per reati da lui compiuti: il 31 marzo 1922 il Tribunale di Firenze lo assolse da possesso indebito di armi da fuoco; il 25 dicembre 1922 lo stesso Tribunale lo amnistiò da un'imputazione di violenza privata; il 12 febbraio 1923 venne assolto dall'accusa di triplice tentato omicidio e porto abusivo di rivoltella; il 5 febbraio venne assolto dall'accusa di violenza a pubblico ufficiale e il 30 aprile 1923 venne assolto dall'accusa di rapina dalla Corte d'assise di Roma.
Oltre che alla violenza Tamburini si dedicò anche a truffe e appropriazioni indebite di denaro. Nel giugno 1922 Dino Perrone Compagni, capo dello squadrismo toscano e suo rivale, lo accusò di aver ottenuto oltre 100 mila lire grazie a truffe e contrabbando, accusa confermata dall'inchiesta ordinata dal comando generale della MVSN, dove venne accertato che la «vita brillantissima che faceva il Tamburini al ritorno dal fronte» fu resa possibile grazie alla vendita di materiale militare e beni statali nelle terre liberate. Nel 1921 Tamburini venne sottoposto all'inchiesta voluta da Achille Starace per un raggiro legato alle sottoscrizioni per i "martiri di Sarzana", con tanto di biglietti falsi, numeri doppi e ammanco di somme ingenti. Nel 1923 ordinò il pestaggio del cassiere del fascio fiorentino che lo aveva accusato del furto di 3000 lire dalla cassa sociale.
Nel 1923 Tamburini venne nominato console della 92ª legione della Milizia "Francesco Ferrucci", che comandò a sua totale discrezione. Il potere garantito dal totale controllo della legione permise a Tamburini l'uso di uomini a tutela dei suoi interessi personali. Esemplare fu il caso di un certo professor Murray, il quale pagò profumatamente Tamburini per avere alcuni squadristi a disposizione per pedinare la moglie sospettata di adulterio. Successivamente Tamburini fece iscrivere Murray al fascio benché non fosse di nazionalità italiana e mise a sua disposizione alcuni uomini. Successivamente fu lo stesso Tamburini ad ammettere di aver ricevuto somme ingentissime da Murray oltre ad un «anello con brillante dal valore di 7800 lire».
Le violenze arbitrarie, le torture e la commistione tra politica e criminalità (tanto da arrivare a richiedere somme di denaro in cambio della protezione da parte della milizia), non indebolirono la posizione di Tamburini e della "Ferrucci", che anzi venne presa ad esempio e utilizzata da Mussolini, il quale sapeva di poter contare sull'«intransigente fedeltà» dei suoi militi, per servizi di ordine pubblico e rappresentanza.
All'indomani del delitto Matteotti divenne alfiere dello scontro politico, e a Firenze organizzò una manifestazione con migliaia di squadristi esortando Mussolini senza indugio: «O Voi, illuminato da Dio, perseguite un programma grandioso (come spero), o noi prima di cadere nel ridicolo impegneremo la battaglia». A Roma invece interruppe ogni tentativo di sciopero a seguito della scoperta del cadavere di Matteotti facendo sfilare la "Ferrucci" per le strade della capitale. Il nome di Tamburini era ormai così legato alla "Ferrucci" che, per dirla come lo squadrista Bruno Frullini: «è inutile tessere elogi dopo quello lapidario del Duce; "primo comandante di ferro della Legione Ferrucci».
Nel gennaio 1925 cercò di delineare un programma politico alternativo per un "ritorno alle origini" del fascismo, in contrapposizione all'impostazione moderata di alcuni dirigenti del PNF. Coerente con tali presupposti, nella notte tra il 3 e il 4 ottobre 1925 scatenò a Firenze violenze anti-massoniche, anticipate dal proclama comparso il 3 ottobre su Battaglie fasciste: «La massoneria deve essere distrutta ed i massoni non hanno diritto di cittadinanza in Italia. [...] Tutti i mezzi sono buoni; dal manganello alla revolverata, dalla rottura dei vetri al fuoco purificatore». Le violenze costarono la vita all'avvocato Giovanni Becciolini, all'ex deputato socialista Gaetano Pilati e al corrispondente dell'Avanti! Gustavo Consolo». Per questo avvenimento e per la sua condotta violenta, venne accusato da varie parti di gettare discredito sul fascismo con i suoi gesti sanguinari, così a fine anno venne allontanato dall'Italia e inviato in Libia.
Visse all'estero per la prima metà degli anni Trenta, con la mansione di console, ritornò successivamente in Italia dove venne nominato prefetto di Avellino nel 1936 e di Ancona nel 1939, infine di Trieste dal 7 giugno 1941 al 1º agosto 1943 e ancora dal 12 settembre al 1º ottobre 1943.

### L'adesione alla RSI e il dopoguerra
Dopo la caduta del fascismo e l'armistizio, aderì alla Repubblica Sociale Italiana e fu nominato Capo del Corpo di Polizia Repubblicana il 1º ottobre 1943. In questa veste la sera del 30 novembre 1943, inviò alle Prefetture il seguente ordine di polizia da lui firmato:
«1) Tutti gli ebrei, anche se discriminati, a qualunque nazionalità appartengano, e comunque residenti nel territorio nazionale debbono essere inviati in appositi campi di concentramento. Tutti i loro beni mobili e immobili devono essere sottoposti a immediato sequestro in attesa di essere confiscati nell’interesse della Repubblica Sociale italiana, la quale li destinerà a beneficio degli indigenti sinistrati dalle incursioni aeree nemiche.

2) Tutti coloro che, nati da matrimonio misto, ebbero, in applicazione delle leggi razziali vigenti, il riconoscimento di appartenenza alla razza ariana, debbono essere sottoposti a speciale vigilanza dagli organi di polizia.

3) Siano pertanto concentrati gli ebrei in campi di concentramento provinciali, in attesa di essere riuniti in campi di concentramento speciali appositamente attrezzati»
Di fatto - dal 1º dicembre 1943 - questa ordinanza rese ogni ebreo passibile di arresto da parte delle autorità italiane, e fece sì che venissero allestiti nuovi campi di concentramento in Italia, creando quindi le basi per garantire l'invio e il conseguente annientamento degli ebrei italiani nei campi di sterminio.
Il 5 febbraio del 1944 Tamburini ordinò al prefetto di Reggio Emilia: «Pregasi aderire richiesta Comando Germanico circa consegna ebrei», dispaccio che secondo lo storico Michele Sarfatti è molto rilevante in quanto esplicita come la Repubblica Sociale non si limitò ad una "collaborazione imposta", bensì diede un vero e proprio consenso attivo alla deportazione e all'uccisione degli ebrei.
Con il nuovo incarico Tamburini non abbandonò i vecchi metodi criminali, tanto che nel gennaio 1944 venne accusato di arricchimento illecito e in aprile fu destituito. Gli occupanti nazisti iniziarono a sospettare di lui, credendo che avesse avviato contatti segreti con gli Alleati e il 21 febbraio 1945 il generale Karl Wolff lo fece arrestare a Como e successivamente internare nel blocco 25 del campo di concentramento di Dachau. A fine aprile 1945 insieme ad altri prigionieri illustri fu trasferito a Villabassa in Val Pusteria, dove venne insieme agli altri liberato dagli Alleati il 4 maggio 1945.
Successivamente fu preso in consegna dagli statunitensi e imprigionato per il suo coinvolgimento col regime fascista. Venne amnistiato nel settembre 1946 ed emigrò a Buenos Aires l'anno seguente. Ritornò in seguito a Roma, dove morì nel 1957. Era sposato con Giannina Longo, poetessa nata nel 1902 a Firenze, che lo seguì in terra argentina.